# Jean-Benoît Ugeux
Jean-Benoît Ugeux (Uccle, 25 ottobre 1975) è un attore belga, vincitore del Premio Magritte nel 2018 come migliore attore non protagonista.

## Biografia
Frequenta il conservatorio della città di Liegi diplomandosi nel 1999. Trasferitosi nella città di Gand si dedica all'attività teatrale che alterna dal 2004 con quella cinematografica.

## Filmografia

### Cinema
- Folie privée, regia di Joachim Lafosse (2004)
- Mon ange, regia di Serge Frydman (2004)
- Ça rend heureux, regia di Joachim Lafosse (2006)
- Je suis un soldat, regia di Laurent Larivière (2015)
- L'astragale, regia di Brigitte Sy (2015)
- Paris-Willouby, regia di Arthur Delaire e Quentin Reynaud (2015)
- Benvenuto a Marly-Gomont (Bienvenue à Marly-Gomont), regia di Julien Rambaldi (2016)
- Je me tue à le dire, regia di Xavier Seron (2016)
- Le Fidèle - Una vita al massimo (Le Fidèle), regia di Michaël R. Roskam (2017)
- Poissonsexe, regia di Olivier Babinet (2020)
- C'est la vie, regia di Julien Rambaldi (2020)
- SpaceBoy, regia di Olivier Pairoux (2021)
- Generazione Low Cost (Rien à foutre), regia di Julie Lecoustre ed Emmanuel Marre (2021)
- Sans Soleil, regia di Banu Akseki (2021)
- Excess Will Save Us, regia di Morgane Dziurla-Petit (2022)
- Last Dance, regia di Delphine Lehericey (2022)
- Sous Contrôle, regia di Manuel Poutte (2022)

### Televisione
- Paris Police 1900 (2021)

## Doppiatori italiani
Nelle versioni in italiano delle opere in cui ha recitato, Jean-Benoît Ugeux è stato doppiato da:
- Patrizio Prata - Le Fidèle - Una vita al massimo
- Carlo Petruccetti - Generazione Low Cost

## Premi e riconoscimenti
Premio Magritte
2018 - Migliore attore non protagonista per Le Fidèle - Una vita al massimo